# Локалита Крањуто (Порденоне)
Локалита Крањуто је насеље у Италији у округу Порденоне, региону Фурланија-Јулијска крајина.
Према процени из 2011. у насељу је живело 28 становника. Насеље се налази на надморској висини од 31 м.